# Teknokrati (styrelseskick)
Teknokrati är ett hypotetiskt styrelseskick som bygger på tanken att de som har den vetenskapligt bästa kunskapen, utan att vara politiker, ska ha den politiska makten i en stat. Politikernas legitimitet härrör då från deras kunskap, expertis eller förmågor. Ordet teknokrati är en sammansättning av grekiskans techne som betyder skicklighet och kratos som betyder maktutövning.

## Definitioner
Teknokrati är en hypotetisk statsform där vetenskapen skulle ha kontroll över allt beslutsfattande. Forskare, ingenjörer och tekniker som har kunskap, kompetens eller färdigheter skulle komponera styrande organ, i stället för politiker, affärsmän och ekonomer.
Innan begreppet teknokrati myntades förespråkades samhällsstyrning av tekniska experter som stöds av olika individer i samhället. Detta synsätt företräddes till exempel av den socialistiska teoretikern Henri de Saint-Simon. Innebörden var att genom statligt ägande över ekonomin, med funktionen av det statliga som omvandlas från ett politiskt styre över människor till en vetenskaplig administrering av samhället och en riktning av processer för produktion under vetenskaplig ledning.
En del regeringar i det moderna Europa har kallats teknokratiska, eftersom ministrar valts baserat på deras expertkunnande, inte via politisk ställning eller direkt folkval, såsom Mario Montis regering 2011-2013 i Italien. Motiveringen har här från presidentens och parlamentets sida varit att välja någon som kan genomföra nödvändiga men impopulära åtstramningar och reformer.
Man kan ifrågasätta om teknokrati innebär ett demokratiskt styrelseskick, eftersom de som genomför en valkampanj och väljs i allmänna val per definition kan anses vara politiker, även om de skulle vara experter. Eller fråga sig om en expert eller icke-expert borde väljas, allt annat lika. 
Begreppet teknokrati används ibland i samband med opolitiska regeringar bestående av tjänstemän. Dessa kan också benämnas tjänstemannaministärer eller -regeringar. Ibland används benämningen tjänstemannaministär även om en regering som agerar expeditionsregering i väntan på en ordinarie regerings tillträde.